# Алкил
Алкилът (на английски: Alkyl) е въглеводородна група, на която липсва един водороден атом и следователно има една отворена връзка. Например, метилова група: CH3.